# Forte de Santiago da Barra

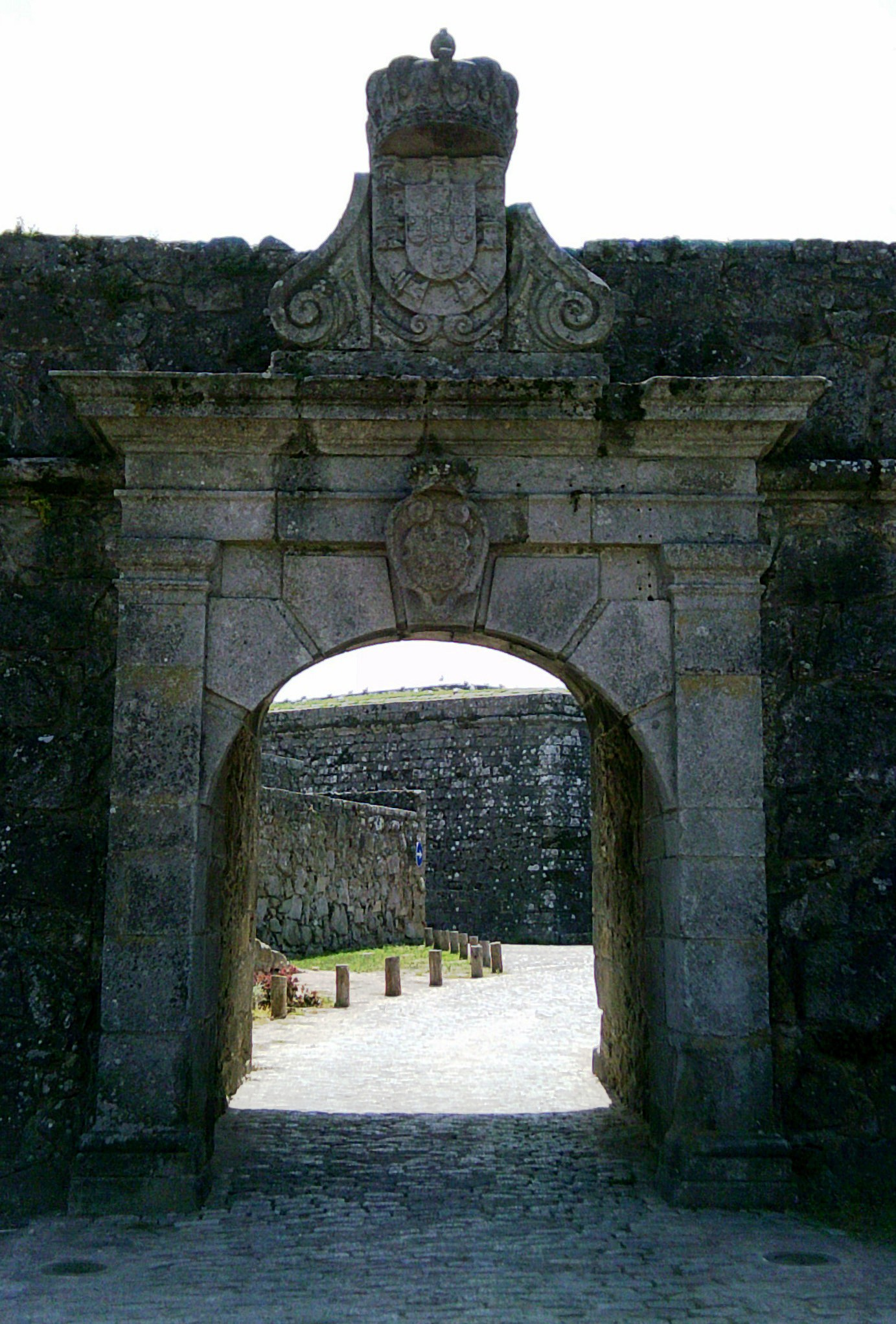
Forte de Santiago da Barra: portão.

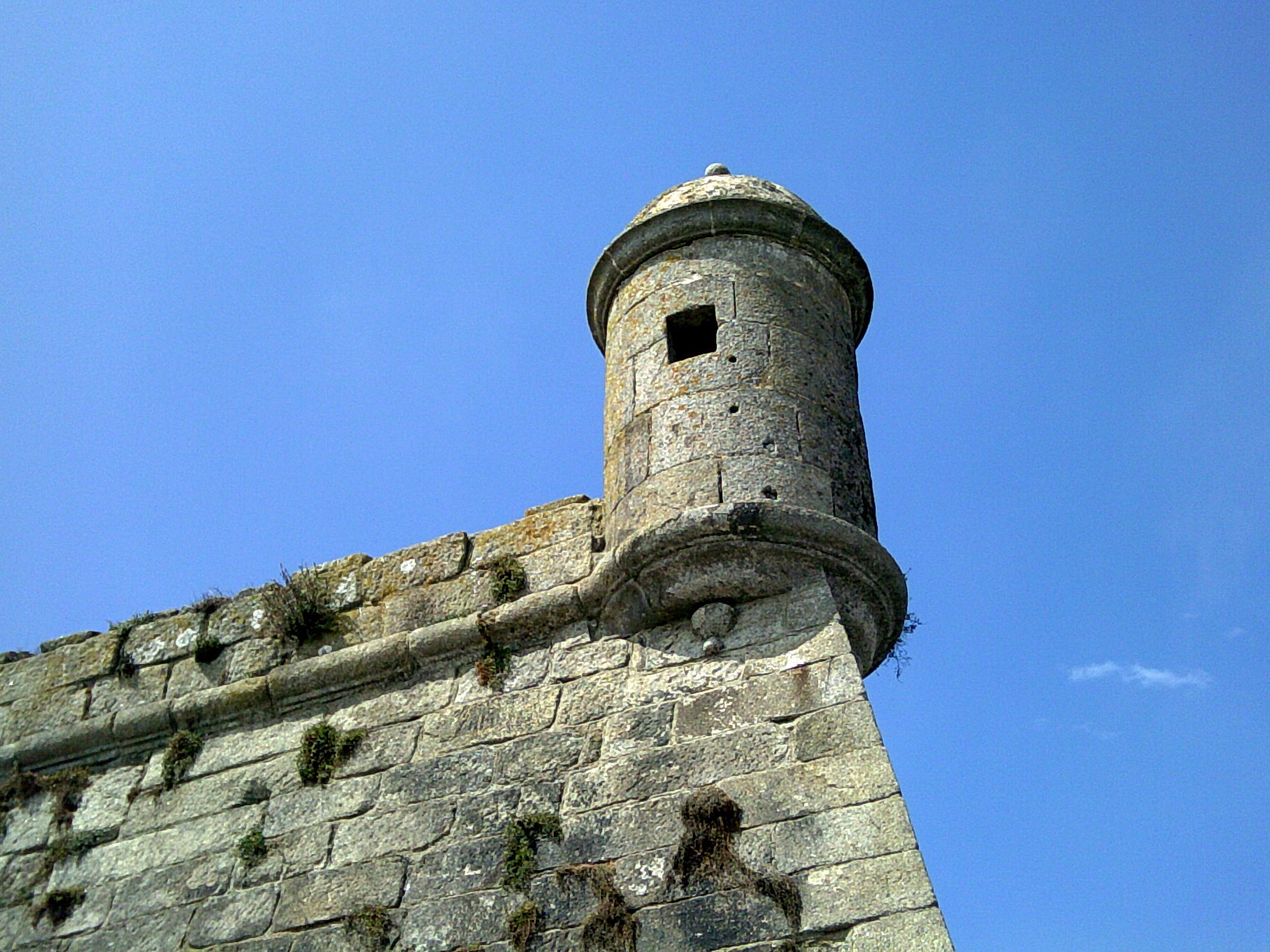
Forte de Santiago da Barra: guarita.

O Forte de Santiago da Barra, também referido como Castelo de Santiago da Barra e Castelo de São Tiago Maior da Barra, localiza-se na atual freguesia de Viana do Castelo (Santa Maria Maior e Monserrate) e Meadela, na cidade, município e distrito de Viana do Castelo, em Portugal.
Em posição dominante na margem direita da barra do rio Lima, tinha a função de defesa do ancoradouro e povoação de Viana da Foz, atual Viana do Castelo.
Encontra-se classificado como Imóvel de Interesse Público por Decreto publicado em 24 de Janeiro de 1967.
No forte funciona atualmente a sede da Entidade Regional de Turismo do Porto e Norte de Portugal, bem como a Escola de Hotelaria e Turismo de Viana do Castelo, fundada em 2007.

## História

### O castelo medieval
O rei Afonso III de Portugal (1248-1279) fundou a vila de Viana, outorgando-lhe Carta de Foral em 1258, posteriormente confirmado em 1262. Visando a defesa e o desenvolvimento daquele trecho do litoral, pelo fomento à atividade mercantil e pesqueira, os seus habitantes foram contemplados com privilégios tributários, com o dever de defender a foz do rio Lima.
O perímetro defensivo da nascente vila, no qual se inscrevia a Torre de Menagem, foi dotado de muralhas: os seus limites são hoje desconhecidos, mas acredita-se que estavam completas em fins do século XIV, quando se transformara em um florescente burgo.
Em meados do século XV, Viana da Foz do Lima constituía-se em um dos grandes portos marítimos do país, mantendo comércio com portos da Galiza, da França e da Flandres. A prosperidade dele decorrente materializou-se no aumento da população e da malha urbana, ultrapassando a primitiva cerca medieval.

### A Torre da Roqueta
Aberto o caminho marítimo para as Índias, e visando a proteção da navegação na barra do Lima, por volta de 1502 D. Manuel I (1495-1521) determinou a construção de uma torre abaluartada, no campo de Santa Catarina, extremo Oeste da vila. O seu modelo seria semelhante ao do Baluarte de Cascais (iniciado em 1498), e anteciparia o da Torre de Belém (em 1515), na defesa da barra do Tejo. Possivelmente artilhada com um pedreiro, que lhe teria dado a designação de Torre da Roqueta, esta primitiva estrutura possuía um baluarte voltado para o rio Lima, demolido em campanhas posteriores.

### O Forte de Viana
Os imperativos da defesa da barra levaram à necessidade de modernização e ampliação da fortificação. Desse modo, entre 1567 (segundo alguns) e 1568 (segundo outros, já tendo recebido a vila de Viana o título de notável), a Câmara Municipal principiou, junto à Torre da Roqueta, um pequeno forte de planta retangular, que aproveitava a antiga fortificação manuelina como cunhal Sudoeste da sua muralha. Essa obra foi concluída ainda sob o reinado de D. Sebastião (1554-1578), em 1572.

### O Forte de Santiago de Viana
Sob a Dinastia Filipina, sob o reinado de Filipe I de Portugal (1580-1598), o forte de Viana foi completamente remodelado e ampliado, com traça do arquiteto e engenheiro militar italiano Filippo Terzi (1520-1597). As suas obras iniciaram-se em 1589, tendo o soberano determinado que a própria população da vila transportasse a pedra necessária à edificação, estando concluídas em 1596.
Em 1640, com a Restauração da independência, a população da vila acorreu ao forte, cercando-o e impondo a capitulação da guarnição espanhola. No contexto da Guerra da Restauração, voltou a receber obras de remodelação entre 1652 e 1654, a mando de D. Diogo de Lima, Governador das Armas de Entre-Douro-e-Minho.
Posteriormente, em 1700, época em que a vila prosperava com a exportação dos vinhos da região do Douro para centros como Dunquerque, Ruão, Veneza, a Inglaterra, a Suécia e até mesmo a Rússia, as defesas foram acrescidas de revelins e fosso pelo lado de terra. Novas obras de reforço e modernização foram promovidas em 1799.
Após ter participado da Guerra Peninsular, durante a Guerra Civil Portuguesa (1828-1834), resistiu ao assalto das forças da Junta do Porto.
Funcionou como quartel militar até 1978.
O forte passou para a tutela do Ministério das Finanças em 1979. A partir de 1983 instalou-se no forte a extinta Região de Turismo do Alto Minho, sendo em 2021 a sede do Turismo Porto e Norte. No espaço funciona também a Escola de Hotelaria de Viana do Castelo, fundada em 2007.
Em 2021, está ser elaborado um plano de recuperação do forte que prevê a recuperação do edificado, a criação de um circuito turístico de visitação e a instalação de um centro interpretativo dos Caminhos de Santiago.

## Características

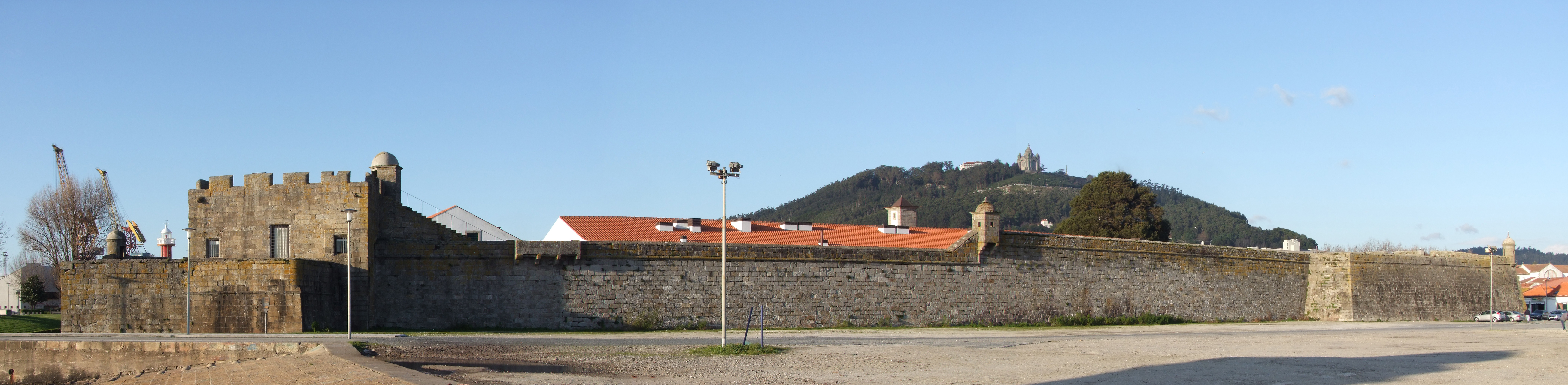
Forte de Santiago da Barra: vista panorâmica a partir do sul.

O Forte de Santiago apresenta planta pentagonal, constituída por muralhas de perfil trapezoidal, reforçadas por baluartes triangulares nos vértices voltados a terra, apresentando guaritas de planta circular nos vértices. A entrada na fortaleza é feita por uma larga ponte sobre o fosso que a circunda, conduzindo a um portal de arco de volta perfeita ladeado por pilastras, encimado pelo brasão de D. João de Sousa, governador do forte em 1700, e rematado na cornija pelo escudo de armas de Portugal.
No terrapleno, acedido por um corredor abobadado, ergue-se um edifício principal, de planta retangular de três registos com alçado ritmado por três portais, sendo o principal enquadrado por arco de volta perfeita rematado com cartela e ladeado por colunas encimadas por balaústres em meio relevo, rematado pelo escudo real. Os portais laterais são de moldura em arco de volta perfeita sem decoração. Ao longo de toda a fachada foram abertas janelas em ambos os registos. O edifício possui ainda janelas de mansarda. A norte situa-se a Capela da Santiago, de planta longitudinal, com capela-mor rectangular e frontispício terminado em empena, com sineira à direita. Fronteiro a esta situa-se o paiol, edifício de planta quadrangular de um registo, com portal de volta perfeita encimado pelo escudo de Portugal e rematado em empena triangular.
Integrada na zona Sudoeste da fortaleza, situada num terraço que se forma no segundo registo, ergue-se a chamada Torre da Roqueta, com entrada pelo adarve, através de rampa. Flanqueada exteriormente com quatro pequenas torres e rodeada por um pequeno fosso, a Roqueta possui corpo rectangular com dois registos, um terraço com adarves e as armas do rei D. Manuel esculpidas na fachada.